# Massara Blue Jeans
Massara Blue Jeans (まっさらブルージーンズ Massara burūjīnzu?, Jeans azules a estrenar) es el primer sencillo indie de ℃-ute. El sencillo fue lanzado el 6 de mayo de 2006 en el penúltimo día del Morning Musume Concert Tour 2006 Haru ~Rainbow Seven~, donde ℃-ute abrió el espectáculo. También estuvo a la venta en Eventos del club de fans y en la tienda Hello! Project.  A partir de 2012, una versión remasterizada de la canción, del álbum ② ℃-ute Shinsei Naru Best Album, se realizó con mayor frecuencia.

## Lista de canciones
- Massara Blue Jeans
- Massara Blue Jeans (Instrumental)

## Miembros presentes
- Erika Umeda
- Maimi Yajima
- Megumi Murakami
- Arihara Kanna
- Saki Nakajima
- Airi Suzuki
- Chisato Okai
- Mai Hagiwara